# Liste der Bodendenkmäler in Mindelstetten
Auf dieser Seite sind die Bodendenkmäler in der oberbayerischen Gemeinde Mindelstetten zusammengestellt. Diese Tabelle ist eine Teilliste der Liste der Bodendenkmäler in Bayern. Grundlage ist die Bayerische Denkmalliste, die auf Basis des Bayerischen Denkmalschutzgesetzes vom 1. Oktober 1973 erstmals erstellt wurde und seither durch das Bayerische Landesamt für Denkmalpflege geführt wird. Die folgenden Angaben ersetzen nicht die rechtsverbindliche Auskunft der Denkmalschutzbehörde.

## Bodendenkmäler in Mindelstetten
| Lage                     | Objekt | Akten-Nr.     | Bild |
| ------------------------ | --- | ------------- | ---- |
| Mindelstetten (Standort) | Siedlung des Mittelneolithikums. | D-1-7135-0172 |      |
| Oberdolling (Standort)   | Siedlung des Neolithikums. | D-1-7135-0177 |      |
| Mindelstetten (Standort) | Untertägige mittelalterliche und frühneuzeitliche Befunde im Bereich der Kath. Filialkirche St. Dionys von Grashausen und ihrer Vorgängerbauten. | D-1-7135-0252 |      |
| Mindelstetten (Standort) | Grabhügel vorgeschichtlicher Zeitstellung. | D-1-7135-0254 |      |
| Mindelstetten (Standort) | Siedlung des Mittelneolithikums. | D-1-7135-0281 |      |
| Mindelstetten (Standort) | Untertägige mittelalterliche und frühneuzeitliche Teile im Bereich der Kath. Filialkirche St. Andreas von Tettenagger.                           | D-1-7135-0358 |      |
| Mindelstetten (Standort) | Untertägige mittelalterliche und frühneuzeitliche Teile im Bereich der Kath. Pfarrkirche St. Nikolaus in Mindelstetten.                          | D-1-7135-0359 |      |
| Mindelstetten (Standort) | Siedlung vor- und frühgeschichtlicher Zeitstellung.                                                                                              | D-1-7135-0360 |      |
| Mindelstetten (Standort) | Siedlung der Vorgeschichte, wohl der Bronzezeit.                                                                                                 | D-1-7135-0361 |      |
| Mindelstetten (Standort) | Untertägige mittelalterliche und frühneuzeitliche Teile im Bereich der Kath. Filialkirche St. Maria in Offendorf.                                | D-1-7135-0362 |      |
| Mindelstetten (Standort) | Untertägige mittelalterliche und frühneuzeitliche Siedlungsteile im Bereich des Schlosses von Offendorf.                                         | D-1-7135-0363 |      |
| Mindelstetten (Standort) | Untertägige mittelalterliche und frühneuzeitliche Teile im Bereich der Kath. Filialkirche St. Katharina von Oberoffendorf.                       | D-1-7135-0364 |      |
| Mindelstetten (Standort) | Gerundet viereckiges Grabenwerk vor- und frühgeschichtlicher Zeitstellung.                                                                       | D-1-7135-0365 |      |
| Mindelstetten (Standort) | Untertägige mittelalterliche und frühneuzeitliche Teile im Bereich der Kath. Filialkirche St. Blasius von Hüttenhausen.                          | D-1-7135-0366 |      |
| Mindelstetten (Standort) | Mittelalterliche Vorgängerbauten der Kath. Filialkirche St. Gertrud.                                                                             | D-1-7135-0367 |      |
| Mindelstetten (Standort) | Untertägige mittelalterliche und frühneuzeitliche Teile im Bereich der Kath. Filialkirche St. Peter und Paul in Hiendorf.                        | D-1-7135-0368 |      |
| Mindelstetten (Standort) | Viereckschanze der späten Latènezeit. | D-1-7136-0251 |      |